# Mauro Galleni
Mauro Galleni (Carrara, 9 gennaio 1923 – Roma, 14 gennaio 2001) è stato un partigiano, politico e scrittore italiano.

## Biografia
Figlio di un cavatore e di una casalinga, dopo l'Armistizio di Cassibile combatte contro l'occupante nazifascista nel Corpo Italiano di Liberazione. Dopo la fine della guerra si iscrive al Partito Comunista Italiano, all'interno del quale ricopre vari incarichi di responsabilità. Fa parte di organizzazioni internazionali legate alla Resistenza, e dal febbraio 1964 è consigliere nazionale dell'ANPI, di cui diventa segretario nazionale dopo il IX congresso del marzo 1981.

## Pubblicazioni
- Partigiani sovietici nella Resistenza italiana. Editori Riuniti, dicembre 1967.
- Rapporto sul terrorismo. Le stragi, gli agguati, i sequestri, le sigle 1969-1980. Rizzoli, giugno 1981.
- Ciao, Russi. Partigiani sovietici in Italia 1943-1945. Marsilio edizioni, marzo 2001.